# Martin Charteris
Pour les articles homonymes, voir Charteris.
Martin Charteris, né le 7 septembre 1913 à Londres et mort le 23 décembre 1999 à Cheltenham est un homme politique britannique. Il est secrétaire privé d'Élisabeth II de 1972 à 1977.

## Biographie
Il est le petit-fils de l'homme politique écossais Hugo Charteris (1857-1937), comte de Wemyss et March.

## Distinctions
- Ordre du Bain